# Renomia
RENOMIA, a.s., je česká pojišťovací makléřská společnost. Poskytuje služby v oblasti risk managementu, pojištění pro firmy a jejich zaměstnance a pojištění průmyslových a podnikatelských rizik. Je členem Asociace českých pojišťovacích makléřů (AČPM) a má pobočky ve střední a východní Evropě.
Ve vztahu k pojistnému trhu je RENOMIA nezávislá společnost. Spolupracuje s pojišťovnami a zajišťovnami v ČR i v zahraničí.
V oblasti pojišťovacích makléřských společností získala RENOMIA ocenění Pojišťovací makléř roku 2011, 2013, 2016 a 2019–2020.

## Historie
Společnost RENOMIA byla založena jako APS Hranice Jiřinou Nepalovou a jejími dvěma syny Pavlem a Jiřím v Hranicích na Moravě v roce 1993 jako rodinná firma. V roce 1999 se společnost přejmenovala na APS RENOMIA a v roce 2003 na RENOMIA.
V průběhu 90. let se firma rozšiřuje po celé České republice vznikem poboček v Brně, Českých Budějovicích, Liberci, Mostě, Ostravě, Pardubicích, Plzni, Praze a Přerově. Později firma pronikla i na zahraniční trhy ve střední a východní Evropě. Z původně malé pojišťovací firmy postupně vyrostla ve vedoucí českou společnost s mezinárodním přesahem.
Významným milníkem v historii společnosti je rok 1998, kdy RENOMIA začíná spolupracovat se zahraničními společnostmi, a zanedlouho poté se stává členem největší světové pojišťovací sítě makléřů Worldwide Broker Network (WBN) a dalších, které jí umožňují zajistit služby po celém světě.
Začátkem nového tisíciletí RENOMIA rozšiřuje své působení do zahraničí. V roce 2001 vstupuje na Slovensko, vznikají pobočky v Bratislavě, v roce 2003 ve Zvolenu, v roce 2004 v Košicích a v roce 2014 v Nitře. Od roku 2006 má RENOMIA pobočky také v Bulharsku a Maďarsku.
V roce 2008 RENOMIA zakládá síť pojišťovacích makléřů pod názvem RENOMIA NETWORK, jejímž cílem je sdružovat menší pojišťovací makléře a poskytovat jim služby, které by pro ně jinak byly finančně a organizačně náročné nebo těžce dostupné. Jedná se například přístup k mezinárodním pojišťovacím trhům, konzultace specialistů z oboru likvidace či risk managementu, nebo možnost rozšíření nabídky o nové pojistné produkty. Od roku 2014 funguje RENOMIA NETWORK i na Slovensku.
V roce 2009 je založeno specializované oddělení RENOMIA AGRO, které zastřešuje sektor zemědělských rizik a soustřeďuje se na pojištění klientů v oblasti pěstování zemědělských plodin, lesů a chovu hospodářských zvířat. O rok později vzniká specializované oddělení RENOMIA BENEFIT, které řeší potřeby a požadavky v oblasti pojištění zaměstnanců a manažerů firemních klientů.
V průběhu následujících dvou let vznikají další pobočky na území České republiky a společnost tak posiluje svou pozici na trhu. V roce 2011 získává ocenění Pojišťovací makléř roku, které obhajuje i v roce 2013, 2016 a ve spojeném vyhlášení ročníků 2019–2020.
RENOMIA má do současnosti své sídlo stále v Brně, kde zůstala i část zázemí. Pražská pobočka je však se svými téměř dvěma sty zaměstnanci největším pracovištěm v Čechách a působí tu největší specializovaná oddělení.
V roce 2014 se pražská pobočka stěhuje z kanceláří na Žižkově, kde obsazovala sedm pater, do kancelářského centra Florentinum na pražském Florenci.
V roce 2015 vstupuje také na rumunský a srbský trh. V současnosti společnost poskytuje své služby na všech kontinentech ve více než 135 zemích světa.
V roce 2018 vstupuje RENOMIA do Chorvatska.
V roce 2019 RENOMIA získala globálního partnera v podobě společnosti Arthur J. Gallagher & Co., která v RENOMIA získala 30% podíl bez možnosti další opce.
V roce 2020 RENOMIA začala prostřednictvím společnosti R&D Apdrošinášanas Brokers působit na lotyšském pojišťovacím trhu.
V roce 2021 začíná RENOMIA působit ve Slovinsku a Bosně a Hercegovině. Získává zároveň obchodní podíl ve společnosti GRANTEX dotace.
V roce 2022 začíná RENOMIA působit prostřednictvím společnosti Alfa Brokers na polském trhu.

## Služby
RENOMIA poskytuje převážně korporátním klientům služby v oblasti pojištění, jeho následné správy a případné likvidace škod. 
Mezi poskytované služby patří:
- analýza rizik a risk management
- příprava a správa pojistného programu
- likvidace škod
- poradenství
- vzdělávání v oblasti pojišťovnictví

Mezi klienty RENOMIA patří přední tuzemské výrobní, obchodní, agrární a energetické podniky, IT a telekomunikační společnosti či potravinářské a farmaceutické firmy.
Kromě pojištění firemních rizik se společnost věnuje individuálním klientům, menším podnikatelům či zaměstnancům firem.
RENOMIA při vývoji svých produktů spolupracuje i s pojistiteli. Společně reagují na aktuální potřeby trhu, od roku 2016 například poskytují pojištění dronů.

## Renomia Group
RENOMIA GROUP v průběhu let rozšiřovala svou činnost a zakládala specializovaná oddělení dle typů služeb a klientů.
Spolu s dceřinými společnostmi, majetkově propojenými firmami a členy sítě RENOMIA NETWORK tvoří RENOMIA GROUP jedničku na makléřském trhu jak v ČR, tak na trzích CEE a SNS.[zdroj⁠?!]

### Renomia Network
RENOMIA NETWORK je franšízová síť především regionálních pojišťovacích makléřů působící v České republice a od roku 2014 i na Slovensku. Členům RENOMIA NETWORK poskytuje své know-how a podporu související s rozvojem služeb pro klienty, legislativními požadavky a profesním rozvojem pojišťovacího trhu. Členové sítě si uchovávají nezávislost a samostatné vedení vlastní firmy.[zdroj⁠?!]
RENOMIA NETWORK byla založena v roce 2008 a ke konci roku 2015 měla 126 členů a 440 spolupracovníků.

### Renomia Agro
Specializované oddělení RENOMIA AGRO se zaměřuje na zemědělská rizika a poskytuje služby v oblasti pěstování zemědělských plodin, lesů či chovu hospodářských zvířat. Služeb oddělení využívají zemědělští podnikatelé, profesní komory a asociace. RENOMIA AGRO v roce 2015 pečovala téměř o třetinu zemědělců v ČR, čímž zaujímá místo největšího zemědělského makléře na trhu.[zdroj⁠?!]
Oddělení RENOMIA AGRO vzniklo v roce 2009 a v druhé polovině roku 2014 se rozšířilo i na Slovensko.[zdroj⁠?!]

### Renomia Trade Credit
RENOMIA Trade Credit je specializované oddělení, které zabezpečuje oblast pojištění pohledávek a záruk. Výrobním nebo obchodním firmám zajišťujícím dodávku zboží či služeb nabízí eliminaci rizik nezaplacení ze strany jejich odběratelů.[zdroj⁠?!]
RENOMIA je členem mezinárodní sítě Astreos Credit a výlučným partnerem pro Českou republiku.[zdroj⁠?!]
Na trhu působí od roku 2013.

### Renomia European Partners
RENOMIA je zakládajícím členem RENOMIA European Partners (REP) – partnerství vedoucích nezávislých pojišťovacích makléřů, kteří operují v 29 zemích CEE a SNS. REP je součástí globálních mezinárodních sítí. Ve všech regionech má přes 1200 členů.[zdroj⁠?!]

### Renomia Benefit a.s.
V roce 2015 založila RENOMIA dceřinou společnost Britanika Holding, a.s., která se 4. července 2017 přejmenovala na RENOMIA BENEFIT a.s., za účelem poskytování finančního poradenství. Společnost nabízí poradenské služby v oblastech pojištění, investic a bydlení.
RENOMIA BENEFIT řeší také potřeby a požadavky v oblasti pojištění zaměstnanců a manažerů firemních klientů RENOMIA.[zdroj⁠?!]
V srpnu roku 2016 společnost ve spolupráci s Českou podnikatelskou pojišťovnou představila produkt pojištění proti terorismu. Do té doby byla možnost pojistit se proti terorismu u standardního cestovního nebo životního pojištění v tzv. výlukách. 

### Suri
V roce 2016 RENOMIA koupila podíl ve společnosti PFP s.r.o. a skrze ni založila online službu SURI zaměřenou na rodinné finance. SURI nabízí pojištění, finanční, energetické a komunikační služby. Kromě běžného srovnávání nabídek si SURI dává za cíl revidovat všechny smlouvy klientů, hlídat data výroční smluv a kontinuálně nabízet výhodnější nabídky v rámci rodinné správy majetku.

### WI-ASS
WI-ASS ČR, s.r.o. je česká pojišťovací makléřská společnost založená v roce 1993. V květnu roku 2011 se stala součástí RENOMIA GROUP.[zdroj⁠?!]
Společnost zajišťuje komplexní služby v oblasti pojištění, risk managementu a v případě pojistné události se podílí na jejím vyřízení. Zaměřuje se především na oblast pojištění průmyslu a podnikatelů, nabízí však své služby i v rámci majetkového a životního pojištění občanů a penzijních společností.
Od roku 2014 nabízí pojištění odpovědnosti z činnosti rozhodce. Pojistný produkt se podařilo získat díky dlouhodobému partnerství s Českou advokátní komorou.

## Zastoupení v zahraničí
RENOMIA je členem světových pojišťovacích sítí a poskytuje své služby ve více než 135 zemích světa.[zdroj⁠?!]
Prostřednictvím vlastních kanceláří působí RENOMIA i na Slovensku, v Polsku, Maďarsku, Bulharsku, Rumunsku, Chorvatsku, Slovinsku, Srbsku, Lotyšsku a Bosně a Hercegovině
RENOMIA je dále členem mnoha světových makléřských sítí. Jako jediný český zástupce je členem americké asociace The Council of Insurance Agents & Brokers.
V rámci sítě Worldwide Broker Network (WBN) RENOMIA spolupracuje s mezinárodními makléři. Také je partnerem světových pojišťovacích makléřů jako Arthur J. Gallagher & Co. (AJG) nebo Lockton Global se sídlem v USA. RENOMIA také spolupracuje například s pojišťovnou Lloyd's, zajistiteli Munich Re, Swiss Re, Scor nebo Chubb.

## Společenská odpovědnost
RENOMIA přispívá na rozvoj společensky prospěšných projektů zejména v oblasti charitativní pomoci, kultury, vzdělání a výzkumu. Dlouhodobě spolupracuje například s Nadací Terezy Maxové dětem nebo s nadačním fondem Dobrý anděl. RENOMIA provozuje také vlastní nadační fond Hlas srdce.[zdroj⁠?!]
Podporu společnosti mají také pedagogové a studenti Institutu ekonomických studií Fakulty sociálních věd Univerzity Karlovy, kteří se věnují výzkumu hospodářství rozvojových zemí. RENOMIA rovněž podpořila ekologický výzkumně-vzdělávací projekt studentů Fakulty strojní Západočeské univerzity v Plzni, kteří vyvinuli retro elektromobil.[zdroj⁠?!]
Společnost podporuje veřejně prospěšnou činnost i mezi svými zaměstnanci. Všichni zaměstnanci se mohou zúčastnit Dobrovolnického dne RENOMIA a jeden pracovní den tak věnovat pomoci neziskovým organizacím.[zdroj⁠?!] Zaměstnanci mohou také žádat o malý grant pro neziskové a charitativní organizace, se kterými spolupracují.[zdroj⁠?!]

## Certifikace a ocenění

### Certifikace
RENOMIA je licencovaným makléřem ve všech zemích, kde má své pobočky nebo dceřiné společnosti a podléhá finančnímu dozoru jednotlivých zemí. RENOMIA má rovněž licence sjednávat pojistné smlouvy ve všech zemích Evropské unie.[zdroj⁠?!]
Od roku 2010 je RENOMIA držitelem certifikátu mezinárodně platné normy systému řízení kvality ISO 9001:2015. Na podzim roku 2016 získala RENOMIA prodloužení certifikace na další tři roky.[zdroj⁠?!] Cílem auditu bylo potvrdit klientům a obchodním partnerům RENOMIA vysokou úroveň poskytovaných služeb.[zdroj⁠?!]

### Ocenění
RENOMIA je držitelem mnoha ocenění. V letech 2011, 2013, 2016 a 2019-2020 byla vyhlášena jako Pojišťovací makléř roku v rámci odborné ankety Pojišťovna roku organizované Asociací českých pojišťovacích makléřů (AČPM), Českou asociací pojišťoven (ČAP) a serverem oPojištění.cz. V následujícím roce RENOMIA získala ve stejné anketě titul TOP 5 Pojišťovací makléř roku 2012. V roce 2015 se umístila na třetím místě.
Od roku 2013 se RENOMIA umisťuje v žebříčku Českých 100 Nejlepších oceňujícím společnosti s vynikajícími výsledky napříč ekonomickým spektrem. V roce 2020 obsadila 20. místo.[zdroj⁠?!]
V letech 2014 a 2022 RENOMIA získala ocenění Business Superbrands. Ocenění získávají značky daného regionu na základě preference zákazníků a názoru odborné poroty. 
V letech 2015 a 2016 obsadila druhé místo v soutěži Sodexo Zaměstnavatel roku, a to v kategorii Progresivní zaměstnavatel regionu Praha do 500 zaměstnanců. V roce 2016 se v soutěži RENOMIA umístila na 9. místě také v celorepublikové kategorii Progresivní zaměstnavatel do 500 zaměstnanců.
Zakladatelka a ředitelka společnosti Jiřina Nepalová je také držitelkou několika ocenění. Od roku 2012 je českou verzí časopisu Forbes uváděna jako jedna z nejvlivnějších žen Česka. V listopadu 2015, kdy se umístila na desátém místě žebříčku, se objevila také na titulní straně časopisu Forbes.
V roce 2014 získala titul Manažer roku 2014 v odvětví bankovnictví a pojišťovnictví a byla vybrána mezi TOP 10 manažerů v rámci této soutěže. Ve stejném roce se stala nositelkou titulu Lady Pro 2014 v rámci soutěže Českých 100 nejlepších.
V roce 2015 byla Jiřina Nepalová oceněna jako Podnikatel roku 2015 hlavního města Prahy v soutěži vyhlašované globální společností EY a umístila se také mezi celostátními finalisty.